# Costa Tropicale
Costa Tropicale, nel corso degli anni nota anche come Tropicale, Pacific Star e Ocean Dream, è stata una nave da crociera che con questo nome ha navigato per Costa Crociere.

## Storia

### Tropicale/Costa Tropicale
Costruita nel 1981, la nave entrò in servizio per la Carnival Cruise Line come Tropicale nel 1982. La Tropicale è stata la prima nave di nuova costruzione della Carnival successivamente trasferita alla flotta Costa nel luglio 2001 e ribattezzata Costa Tropicale.
Nel 1985 fu girato a bordo un episodio della quarta stagione della serie televisiva A-Team: Il giorno del giudizio: Parte 2 (Judgement Day: Part 2, trasmesso in lingua originale il 24 settembre 1985).
Nel settembre 1999 la sala macchine della nave ha preso fuoco mentre era in viaggio da Cozumel a Tampa.
È stata ristrutturata a Genova tra il 2001 e il 2002 per essere riqualificata e personalizzata per la clientela europea.
Costa Tropicale ha navigato con la società fino al 2005, quando la sostituzione di grandi navi da crociera più moderne ha richiesto un trasferimento di P&O Cruises Australia.
Mentre navigava nel Golfo del Messico, la nave fu colpita da una tempesta tropicale. Nessun membro dell'equipaggio e nessuno degli ospiti rimase ferito nelle due giornate trascorse senza propulsione.

### Pacific Star
Costa Tropicale è stata ritirata nel 2005, venendo venduta P&O Crociere Australia, nel dicembre dello stesso anno. A Palermo la nave è stata sottoposta nuovamente a importanti modifiche ed è stata ribattezzata Pacific Star.

### Ocean Dream
Nel marzo 2008, P&O Crociere Australia, ha venduto la Pacific Star alla Pullmantur Crociere che l'ha ribattezzata Ocean Dream, a seguito di una riqualificazione avvenuta a Singapore.
Nel giugno 2009, un focolaio di influenza suina si è verificato sulla Ocean Dream durante una crociera nel Centro e Sud America. La nave è stata ormeggiata a Margarita, in Venezuela per consentire ai passeggeri di sbarcare, prima di andare ad Aruba, dove i passeggeri rimanenti sono riusciti a lasciare la nave. Un rapporto precedente aveva suggerito che la nave fosse stata messa in quarantena, tuttavia, i proprietari della nave Pullmantur hanno poi negato.
Nel 2012, l'Ocean Dream è stata venduta con lo stesso nome all'organizzazione globale con sede giapponese Peace Boat.
Nel dicembre del 2020, la nave, battente bandiera delle Isole Comore e proveniente dal porto di Yokohama, è stata ormeggiata nel cantiere di Alang, in India per la demolizione.

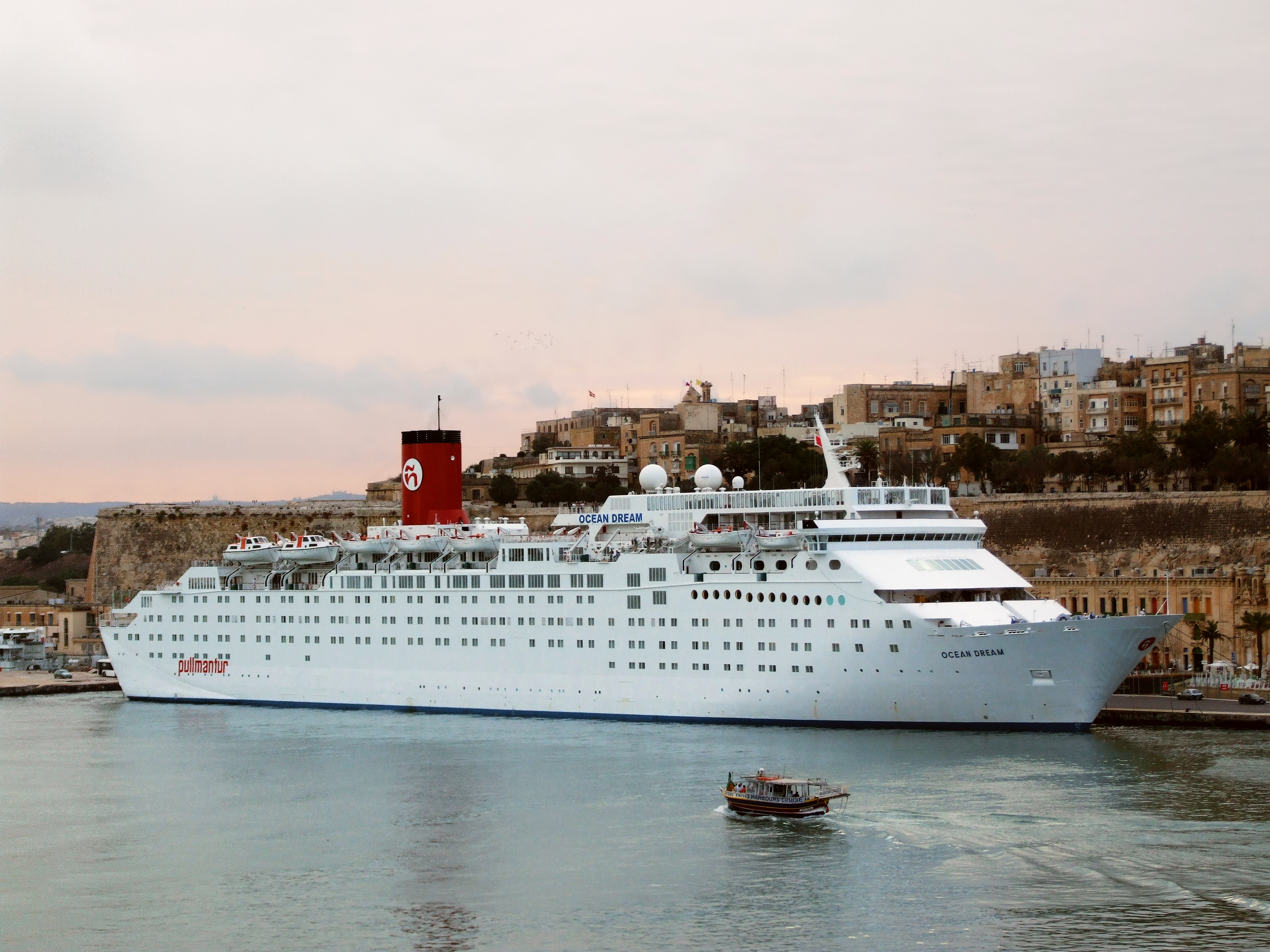
Ocean Dream in servizio per Pullmantur Cruises a La Valletta nel 2008
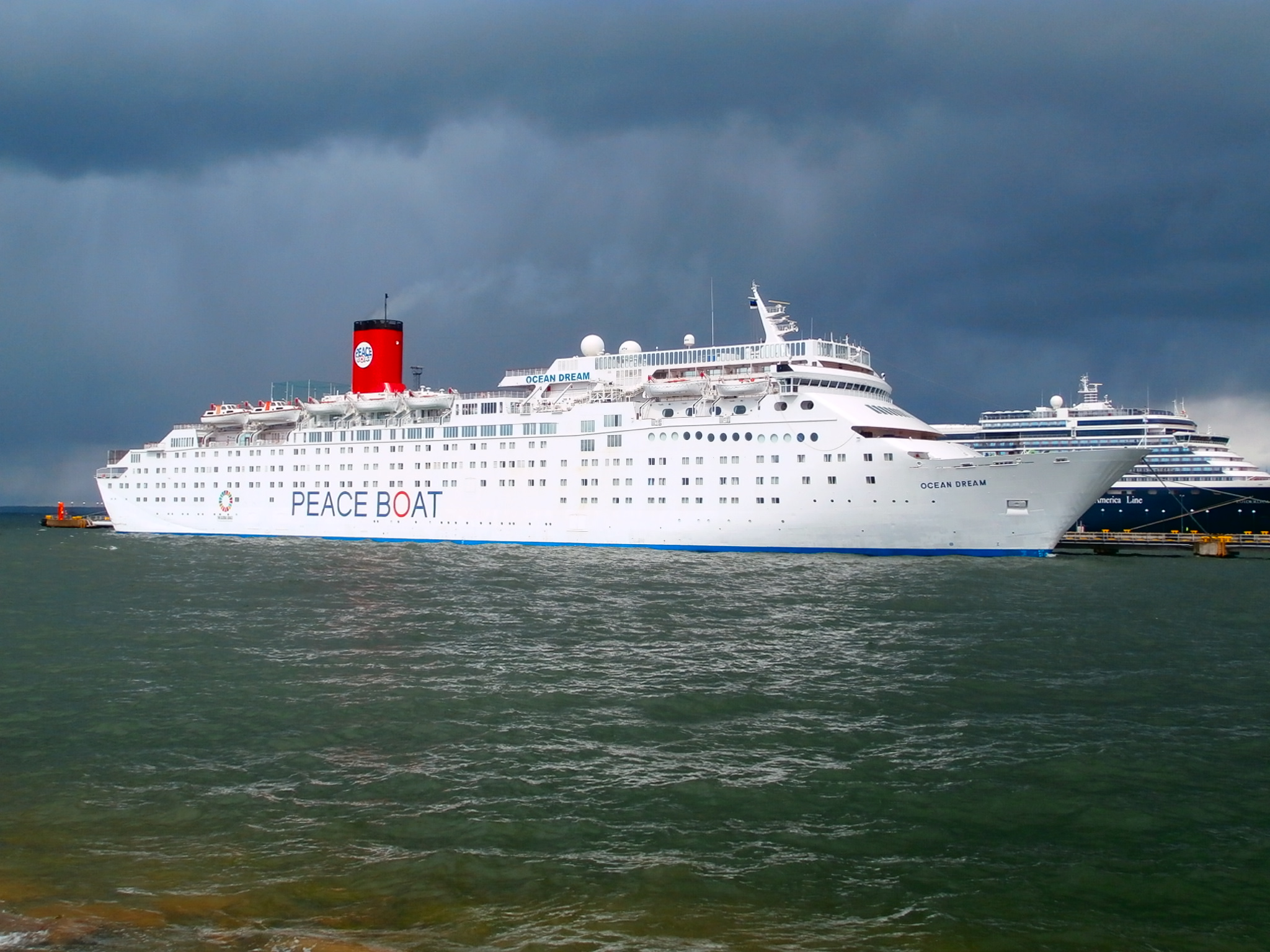
Ocean Dream in servizio come Peace Boat a Tallinn nel 2017